# Resolució 671 del Consell de Seguretat de les Nacions Unides
La Resolució 671 del Consell de Seguretat de les Nacions Unides, adoptada per unanimitat el 27 de setembre de 1990 després de recordar les resolucions 598 (1987), 619 (1988), 631 (1989), 642 (1989) i 651 (1990) i havent examinat un informe del Secretari General Javier Pérez de Cuéllar sobre el Grup d'Observadors Militars de les Nacions Unides per Iran i Iraq, el Consell va decidir:
- renovar el mandat del Grup d'Observadors Militars de les Nacions Unides per Iran i Iraq durant dos mesos més fins al 30 de novembre de 1990;
- demanar al secretari general, després de debats amb ambdues parts, que informi sobre el futur del Grup d'observadors amb les seves recomanacions durant el mes de novembre.